# Nagycsány megállóhely
Nagycsány megállóhely egy Baranya vármegyei vasúti megállóhely, melyet a MÁV üzemeltet Nagycsány településen. Jelenleg csak teherforgalom zajlik.

## Vasútvonalak
A megállóhelyet az alábbi vasútvonalak érintik:
- Középrigóc–Villány-vasútvonal

## Kapcsolódó állomások
A vasúti megállóhelyhez az alábbi állomások vannak a legközelebb:
- Csányoszró megállóhely (Középrigóc–Villány-vasútvonal)
- Vajszló megállóhely (Középrigóc–Villány-vasútvonal)

## Forgalom
A megállóhelyen és a rajta áthaladó vasútvonal Sellye-Villány közötti szakaszán a személyszállítás 2007. március 4-e óta szünetel.

## Megközelítése
A megállóhely a zsákfalunak számító település belterületének északi szélén helyezkedik el, alig 150 méterre az 5804-es út és a faluba vezető 58 145-ös számú bekötőút szétágazásától; közúti elérését az ugyanott, ellenkező irányban (északnak) kiágazó, rövid önkormányzati út teszi lehetővé.